# Саїд Хассане Саїд Хашим
Султан Саїд Хассане Саїд Хашим (англ. Said Hassane Said Hachim) (11 листопада 1932 — 30 листопада 2020) — політик та дипломат Коморських Островів. Був міністром закордонних справ Коморських Островів (1991—1993), змінивши на цій посаді Мтару Маеху.

## Життєпис
Саїд Гассане Саїд Гачим є спадкоємцем довгого кола політиків Комор. Один із його предків, султан Ахмедом Мугні Мку вважається одним із батьків-засновників коморської нації на два століття раніше.
Саїд Гассане Саїд Гачим був депутатом Коморських островів часів французької колонії, потім губернатором Великих Комор, до того, як став міністром закордонних справ у 1991 році, а потім послом у Франції.
Брав участь у президентських виборах у 1996 році, які він оскаржив, врешті програвши Могаммеду Такі Абдулкаріму.

## Сім'я
- син — Хашим Саїд Хассане (1971) — коморський політик.